# Bobby Decordova-Reid
Bobby Armani Decordova-Reid (Bristol, 2 februari 1993) is een Jamaicaaans-Engels voetballer die doorgaans speelt als middenvelder. In juli 2024 verruilde hij Fulham voor Leicester City. Decordova-Reid maakte in 2019 zijn debuut in het Jamaicaans voetbalelftal.
Zijn tweede familienaam Decordova is de naam van zijn moeder en in 2018 besloot hij deze toe te voegen aan zijn naam als eerbetoon aan haar.

## Clubcarrière
Decordova-Reid speelde in de jeugdopleiding van Bristol City en zette in april 2011 zijn handtekening onder zijn eerste professionele contract. In november 2011 huurde Cheltenham Town de middenvelder. Decordova-Reid speelde van maart 2013 tot en met mei 2013 voor Oldham Athletic, eveneens op huurbasis. Het grootste gedeelte van het seizoen 2014/15 bracht de Engelsman door bij Plymouth Argyle. Na zijn terugkeer kwam Decordova-Reid steeds meer aan spelen toe bij Bristol, dat uitkwam in het Championship. In het seizoen 2017/18 was hij goed voor negentien treffers in zesenveertig competitieduels. Hierop werd hij voor circa elfenhalf miljoen euro overgenomen door Cardiff City, waar hij zijn handtekening zette onder een verbintenis voor de duur van vier seizoenen. Bij de Welshe club debuteerde Decordova-Reid in de Premier League.
Voorafgaand aan het seizoen 2019/20 werd de middenvelder voor één seizoen gehuurd door Fulham. In de winterstop van dat seizoen maakte hij definitief de overstap naar Fulham, waar hij voor drieënhalf jaar tekende, met een optie op een seizoen extra. Met Fulham promoveerde hij naar de Premier League, om een jaar later weer te degraderen en in 2022 opnieuw te promoveren. In de zomer van 2024 verliep zijn verbintenis, waarop hij transfervrij werd overgenomen door Leicester City en bij zijn nieuwe club voor drie seizoenen tekende.

## Clubstatistieken
| Seizoen | Club              | Competitie     | Competitie | Competitie | Beker | Beker | Internationaal | Internationaal | Totaal | Totaal |
| Seizoen | Club              | Competitie     | Wed.       | Dlp.       | Wed.  | Dlp.  | Wed.           | Dlp.           | Wed.   | Dlp.   |
| ------- | ----------------- | -------------- | ---------- | ---------- | ----- | ----- | -------------- | -------------- | ------ | ------ |
| 2010/11 | Bristol City      | Championship   | 1          | 0          | 0     | 0     | —              | —              | 1      | 0      |
| 2011/12 | Bristol City      | Championship   | 0          | 0          | 0     | 0     | —              | —              | 0      | 0      |
| 2011/12 | → Cheltenham Town | League Two     | 1          | 0          | 0     | 0     | —              | —              | 1      | 0      |
| 2012/13 | Bristol City      | Championship   | 4          | 1          | 1     | 0     | —              | —              | 5      | 1      |
| 2012/13 | → Oldham Athletic | League One     | 7          | 0          | 0     | 0     | —              | —              | 7      | 0      |
| 2013/14 | Bristol City      | League One     | 24         | 1          | 8     | 0     | —              | —              | 32     | 1      |
| 2014/15 | Bristol City      | League One     | 2          | 0          | 1     | 0     | —              | —              | 3      | 0      |
| 2014/15 | → Plymouth Argyle | League Two     | 35         | 3          | 0     | 0     | —              | —              | 35     | 3      |
| 2015/16 | Bristol City      | Championship   | 28         | 2          | 2     | 0     | —              | —              | 30     | 2      |
| 2016/17 | Bristol City      | Championship   | 30         | 3          | 5     | 1     | —              | —              | 35     | 4      |
| 2017/18 | Bristol City      | Championship   | 46         | 19         | 6     | 2     | —              | —              | 52     | 21     |
| 2018/19 | Cardiff City      | Premier League | 27         | 5          | 2     | 0     | —              | —              | 29     | 5      |
| 2019/20 | Cardiff City      | Championship   | 1          | 0          | 0     | 0     | —              | —              | 1      | 0      |
| 2019/20 | → Fulham          | Championship   | 24         | 4          | 1     | 0     | —              | —              | 25     | 4      |
| 2019/20 | Fulham            | Championship   | 20         | 2          | 1     | 0     | —              | —              | 21     | 2      |
| 2020/21 | Fulham            | Premier League | 33         | 5          | 4     | 2     | —              | —              | 37     | 7      |
| 2021/22 | Fulham            | Championship   | 41         | 8          | 3     | 0     | —              | —              | 44     | 8      |
| 2022/23 | Fulham            | Premier League | 36         | 4          | 5     | 0     | —              | —              | 41     | 4      |
| 2023/24 | Fulham            | Premier League | 33         | 6          | 8     | 1     | —              | —              | 41     | 7      |
| 2024/25 | Leicester City    | Premier League | 0          | 0          | 0     | 0     | —              | —              | 0      | 0      |
| Totaal  | Totaal            | Totaal         | 393        | 63         | 49    | 6     | 0              | 0              | 442    | 69     |

Bijgewerkt op 23 juli 2024.

## Interlandcarrière
Decordova-Reid maakte zijn debuut in het Jamaicaans voetbalelftal op 6 september 2021, in de CONCACAF Nations League tegen Antigua en Barbuda. Hij mocht van bondscoach Theodore Whitmore in de basisopstelling beginnen en verdubbelde na een half uur spelen de voorsprong. Het eerste doelpunt was gemaakt door Shamar Nicholson, die ook de derde van Jamaica maakte. Brian Brown, Leon Bailey en Peter-Lee Vassell beslisten de eindstand op 6–0. De andere Jamaicaanse debutant dit duel was Chavany Willis (Bethlehem Steel).
| Interlands van Bobby Decordova-Reid voor Jamaica | Interlands van Bobby Decordova-Reid voor Jamaica | Interlands van Bobby Decordova-Reid voor Jamaica | Interlands van Bobby Decordova-Reid voor Jamaica | Interlands van Bobby Decordova-Reid voor Jamaica | Interlands van Bobby Decordova-Reid voor Jamaica | Interlands van Bobby Decordova-Reid voor Jamaica |
| №                                                | Datum                                            | Wedstrijd                                        | Uitslag                                          | Competitie                                       | Goals                                            |                                                  |
| Als speler bij Fulham                            | Als speler bij Fulham                            | Als speler bij Fulham                            | Als speler bij Fulham                            | Als speler bij Fulham                            | Als speler bij Fulham                            | Als speler bij Fulham                            |
| ------------------------------------------------ | ------------------------------------------------ | ------------------------------------------------ | ------------------------------------------------ | ------------------------------------------------ | ------------------------------------------------ | ------------------------------------------------ |
| 1                                                | 6 september 2019                                 | Jamaica – Antigua en Barbuda                     | 6 – 0                                            | Nations League 2019/20                           | 31'                                              |                                                  |
| 2                                                | 9 september 2019                                 | Guyana – Jamaica                                 | 0 – 4                                            | Nations League 2019/20                           |                                                  |                                                  |
| 3                                                | 15 november 2019                                 | Antigua en Barbuda – Jamaica                     | 0 – 2                                            | Nations League 2019/20                           |                                                  |                                                  |
| 4                                                | 18 november 2019                                 | Jamaica – Guyana                                 | 1 – 1                                            | Nations League 2019/20                           |                                                  |                                                  |
| 5                                                | 14 november 2020                                 | Saoedi-Arabië – Jamaica                          | 3 – 0                                            | Vriendschappelijk                                |                                                  |                                                  |
| 6                                                | 17 november 2020                                 | Saoedi-Arabië – Jamaica                          | 1 – 2                                            | Vriendschappelijk                                |                                                  |                                                  |
| 7                                                | 12 juli 2021                                     | Jamaica – Suriname                               | 2 – 0                                            | Gold Cup 2021                                    | 26'                                              |                                                  |
| 8                                                | 25 juli 2021                                     | Verenigde Staten – Jamaica                       | 1 – 0                                            | Gold Cup 2021                                    |                                                  |                                                  |
| 9                                                | 5 september 2021                                 | Jamaica – Panama                                 | 0 – 3                                            | WK 2022 kwalificatie                             |                                                  |                                                  |
| 10                                               | 7 oktober 2021                                   | Verenigde Staten – Jamaica                       | 2 – 0                                            | WK 2022 kwalificatie                             |                                                  |                                                  |
| 11                                               | 10 oktober 2021                                  | Jamaica – Canada                                 | 0 – 0                                            | WK 2022 kwalificatie                             |                                                  |                                                  |
| 12                                               | 13 oktober 2021                                  | Honduras – Jamaica                               | 0 – 2                                            | WK 2022 kwalificatie                             |                                                  |                                                  |
| 13                                               | 12 november 2021                                 | El Salvador – Jamaica                            | 1 – 1                                            | WK 2022 kwalificatie                             |                                                  |                                                  |
| 14                                               | 16 november 2021                                 | Jamaica – Verenigde Staten                       | 1 – 1                                            | WK 2022 kwalificatie                             |                                                  |                                                  |
| 15                                               | 30 januari 2022                                  | Panama – Jamaica                                 | 3 – 2                                            | WK 2022 kwalificatie                             |                                                  |                                                  |
| 16                                               | 2 februari 2022                                  | Jamaica – Costa Rica                             | 0 – 1                                            | WK 2022 kwalificatie                             |                                                  |                                                  |
| 17                                               | 27 september 2022                                | Jamaica – Argentinië                             | 0 – 3                                            | Vriendschappelijk                                |                                                  |                                                  |
| 18                                               | 26 maart 2023                                    | Mexico – Jamaica                                 | 2 – 2                                            | Nations League 2022/23                           | 7'                                               |                                                  |
| 19                                               | 24 juni 2023                                     | Verenigde Staten – Jamaica                       | 1 – 1                                            | Gold Cup 2021                                    |                                                  |                                                  |
| 20                                               | 28 juni 2023                                     | Jamaica – Trinidad en Tobago                     | 4 – 1                                            | Gold Cup 2021                                    |                                                  |                                                  |
| 21                                               | 9 juli 2023                                      | Guatemala – Jamaica                              | 0 – 1                                            | Gold Cup 2021                                    |                                                  |                                                  |
| 22                                               | 12 juli 2023                                     | Jamaica – Mexico                                 | 0 – 3                                            | Gold Cup 2021                                    |                                                  |                                                  |
| 23                                               | 8 september 2023                                 | Jamaica – Honduras                               | 1 – 0                                            | Nations League 2023/24                           |                                                  |                                                  |
| 24                                               | 12 september 2023                                | Jamaica – Haïti                                  | 2 – 2                                            | Nations League 2023/24                           | 83' (pen.)                                       |                                                  |
| 25                                               | 12 oktober 2023                                  | Grenada – Jamaica                                | 1 – 4                                            | Nations League 2023/24                           | 87'                                              |                                                  |
| 26                                               | 18 november 2023                                 | Jamaica – Canada                                 | 1 – 2                                            | Nations League 2023/24                           |                                                  |                                                  |
| 27                                               | 21 november 2023                                 | Canada – Jamaica                                 | 2 – 3                                            | Nations League 2023/24                           | 78' (pen.)                                       |                                                  |
| 28                                               | 21 maart 2024                                    | Verenigde Staten – Jamaica                       | 3 – 1 n.v.                                       | Nations League 2023/24                           |                                                  |                                                  |
| 29                                               | 24 maart 2024                                    | Panama – Jamaica                                 | 0 – 1                                            | Nations League 2023/24                           |                                                  |                                                  |
| 30                                               | 6 juni 2024                                      | Jamaica – Dominicaanse Republiek                 | 1 – 0                                            | WK 2026 kwalificatie                             |                                                  |                                                  |
| 31                                               | 9 juni 2024                                      | Dominica – Jamaica                               | 2 – 3                                            | WK 2026 kwalificatie                             |                                                  |                                                  |
| 32                                               | 22 juni 2024                                     | Mexico – Jamaica                                 | 1 – 0                                            | Copa América 2024                                |                                                  |                                                  |
| 33                                               | 26 juni 2024                                     | Ecuador – Jamaica                                | 3 – 1                                            | Copa América 2024                                |                                                  |                                                  |

Bijgewerkt op 23 juli 2024.